# Università per stranieri di Perugia

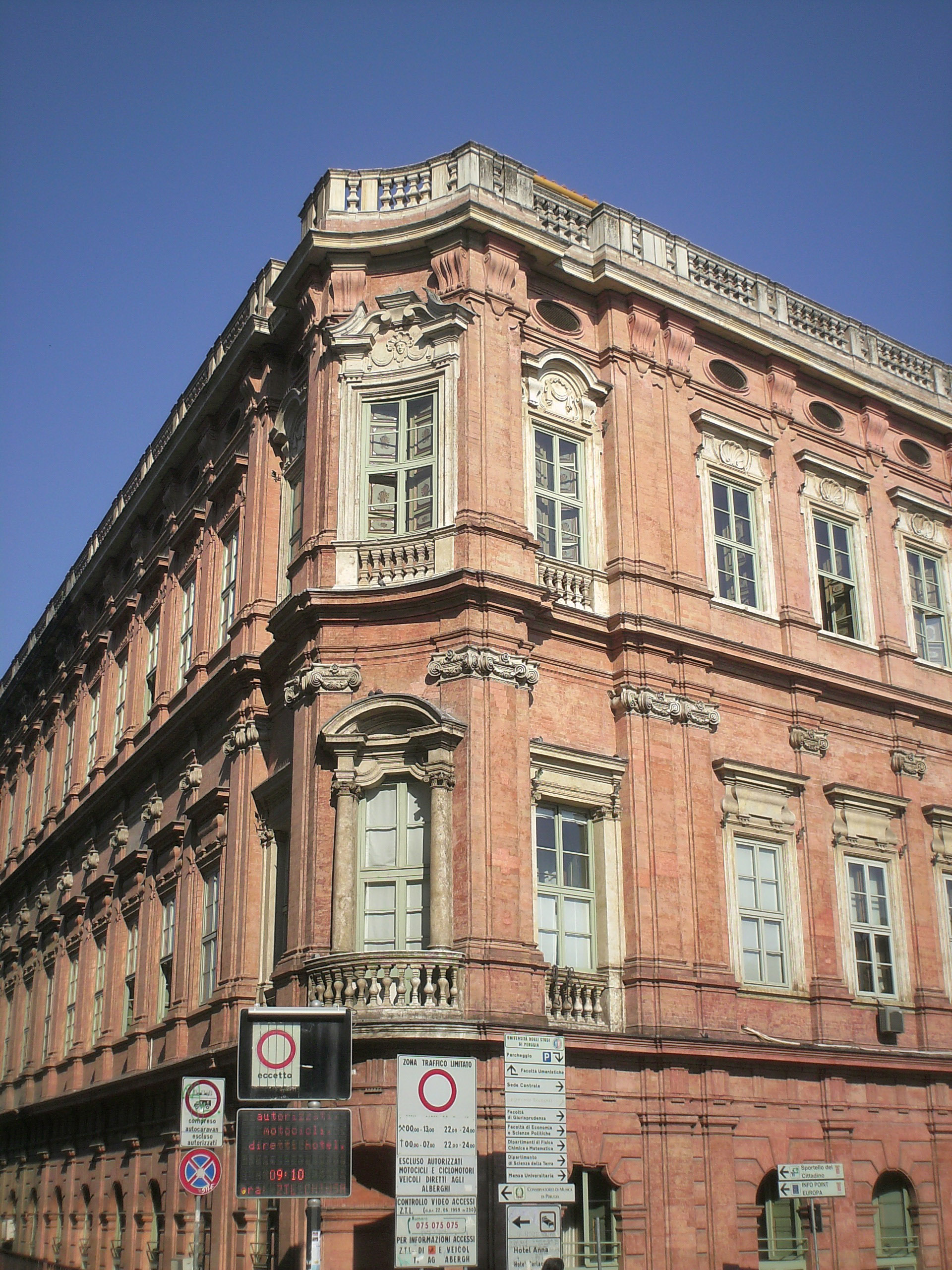
Het gebouw van de Università per Stranieri

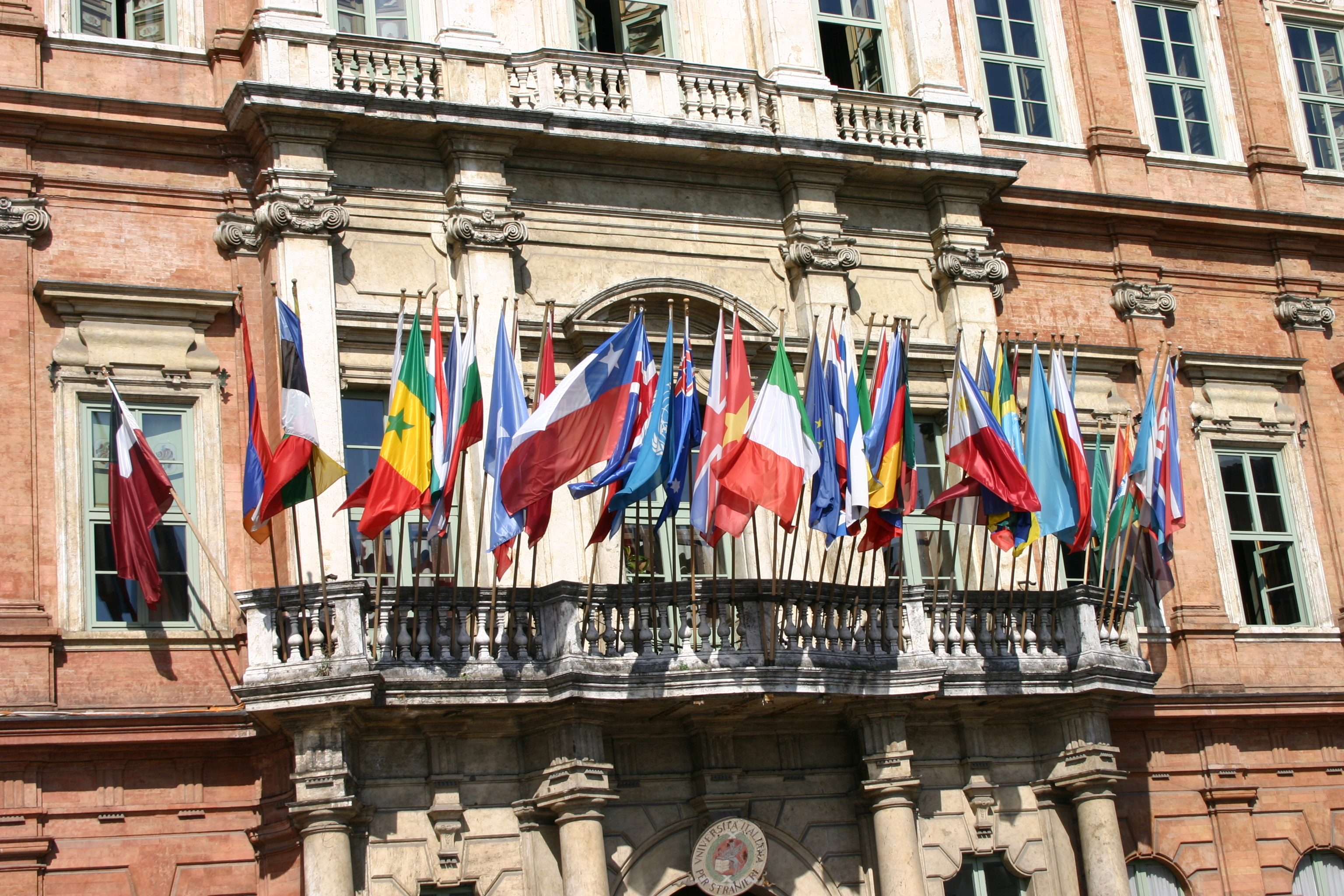
Hoofdkantoor van de Università per Stranieri

De Università per Stranieri di Perugia (Nederlands: Universiteit voor buitenlanders Perugia) is een universiteit in Perugia. De culturele instelling is de oudste van de universiteiten in Italië die zich speciaal richt op buitenlanders (de andere Universiteit voor buitenlanders is gevestigd in Siena). De universiteit is gespecialiseerd in het onderwijs in en het verspreiden van de Italiaanse taal en de Italiaanse cultuur in al haar vormen.
De universiteit telde in 2005-06 8.066 studenten en 150 personeelsleden.

## Geschiedenis
De geschiedenis van de Università per Stranieri begint in 1921, toen de advocaat Astorre Lupattelli uit Perugia de Corsi di Alta Cultura (hoge-cultuurcursussen) voor buitenlandse studenten instelde met het doel om in het buitenland de kennis over Italië, de Italiaanse geschiedenis en de Italiaanse kunstschatten te verbreiden. Deze cursussen bestaan nog steeds en vormen een van de expertisegebieden van de universiteit.
Het koninklijk decreet van 29 oktober 1925 nr. 1965 staat officieel de oprichting van de Regia Università italiana per Stranieri (koninklijke universiteit voor buitenlanders) toe. De universiteit ontstond dus tijdens de nationalistische periode tijdens de opkomst van het fascisme, en profiteerde zo van het propagandistische plan om de "superioriteit van de Italiaanse cultuur aan de wereld te verdedigen". Het motto van de universiteit is Antiquam exquirite matrem, een passage uit de Aeneis, waar Apollo antwoord geeft aan Aeneas.
Tot 1926 werden de cursussen gegeven in de lokalen van de Universiteit van Perugia en in de Sala dei Notari van het Palazzo dei Priori. Al in 1927 krijgt de Università per Stranieri een eigen gebouw, gevestigd in het prestigieuze Palazzo Gallenga-Stuart, dat graaf Romeo Gallenga Stuart aan de gemeente Perugia schonk.
Op 17 februari 1992 werd de universiteit een staatsinstelling en werden de faculteit Italiaanse taal en cultuur en de afdelingen cultuurvergelijking en taalwetenschap opgericht. Naast de gebruikelijke taal- en cultuurcursussen leidt de universiteit nu ook op voor het doctoraalexamen, masterexamens en officiële taalcertificaten zoals het CELI, Certificato di Lingua Italiana.

## Rectores
De rectores van de Università per Stranieri zijn geweest, vanaf de oprichting:
- Astorre Lupattelli (vanaf de oprichting tot 1944)
- Aldo Capitini (1944 tot 1946)
- Carlo Sforza (van 1947 tot 1953)
- Carlo Vischia (van 1953 tot 1969);
- Salvatore Valitutti (van 1969 tot 1980)
- Ottavio Prosciutti (van 1980 tot 1982)
- Giorgio Spitella (van 1982 tot 1995);
- Paola Bianchi De Vecchi (van 1995 tot 2004)
- Stefania Giannini (vanaf 2004, herbenoemd voor de periode 2008-2011 op 18 april 2007).

## Organisatie
Er is slechts één faculteit en twee afdelingen:
- Faculteit Italiaanse taal en cultuur (Facoltà di lingua e cultura italiana)
- Afdeling cultuurvergelijking (Dipartimento di culture comparate)
- Afdeling taalwetenschap (Dipartimento di scienze del linguaggio)